# 唐美君
唐美君（1927年10月—1983年8月），浙江鄞縣（今浙江寧波）人，台灣第一代人類學家。1970年起擔任台灣大學第四任考古人類學系主任暨研究所所長，直至1976年卸任。

## 生平
唐美君於1949年至台灣大學考古人類學系求學，也是台灣大學考古人類學系1953年培育的唯二第一屆畢業生，另一位畢業生是李亦園。1954年，于中央研究院历史语言研究所考古学， 任助理员。畢業後，唐美君赴美國加利福尼亞大學人類學習深造，得碩士學位。最高學歷為美國哥倫比亞大學人類學博士。歷任台灣大學考古人類學系助教、講師、副教授、考古人類學系主任。
唐美君和陳奇祿、戴東雄不僅有親戚關係，還有同事關係、朋友關係。唐美君之妻為陳奇祿之妹陳碧蓉（曾任台灣大學圖書館主任、中國文化大學圖書館館長）。 唐美君和陳碧蓉育有3名子女：唐徽、唐音、唐慰祖。

## 學術貢獻
唐美君主要擅長的研究領域為家族與社會、漢人研究。主要講授民族學，民族學田野方法及民族學基礎理論等。唐美君對考古人類學既有研究，著述甚夥。他的研究論文二十余篇，散見於台灣大學的考古人類學刊、中華民族學報、中央研究院民族學研究所集刊等。

## 著作
唐美君，1953，‘本系所藏台灣土著族弓箭標本圖說’ ，《國立台灣大學考古人類學刊》，1期。
唐美君，1955，‘台灣高山族的槍與矛’ ，《國立台灣大學考古人類學刊》，5期。
唐美君，1955，‘本系所藏阿美族盾牌之又一例’ ，《國立台灣大學考古人類學刊》，6期。 
唐美君，1956，‘本系所藏台灣高山族之弩’ ，《國立台灣大學考古人類學刊》，7期。
唐美君等，1957， ‘考古人類學界消息’，《國立台灣大學考古人類學刊》，9/10期。
唐美君，1957，‘日月潭邵族的宗教’，《國立台灣大學考古人類學刊》，9/10期。
唐美君，1958，‘臺灣土著民族之弩及弩之分佈與起源’，《國立台灣大學考古人類學刊》，11期。
陳奇祿&唐美君，1958， ‘排灣群諸族木雕標本圖錄（一）’ ，《國立台灣大學考古人類學刊》，11期。 
陳奇祿&唐美君，1958， ‘台灣排灣群諸族木雕標本圖錄（二）’，《國立台灣大學考古人類學刊》，12期。
陳奇祿&唐美君，1959， ‘台灣排灣群諸族木雕標本圖錄（三）’，《國立台灣大學考古人類學刊》，13/14期。
陳奇祿&唐美君，1960， ‘台灣排灣群諸族木雕標本圖錄（四）’，《國立台灣大學考古人類學刊》，15/16期。 
唐美君，1965， ‘民族學田野工作之翻譯問題與口語文學之採集’，《國立台灣大學考古人類學刊》，25/26期。
唐美君，1966， ‘來義村排灣族之離婚率與財產制度之關係（英文）& ‘屏東縣來義鄉來義村排灣族民族學田野調查之步驟及方針’，《國立台灣大學考古人類學刊》，28期。
唐美君，1969 ，1973 出版，‘台灣排灣族來義村喪葬儀式之結構分析’, 《國立台灣大學考古人類學刊》，33/34期。
唐美君，1971，1975出版，‘埋葬儀式與社會規範—來義村葬儀分析’ & ‘Robert T. Anderson:anthropology, a perspective on man’, 《國立台灣大學考古人類學刊》，37/38期。
唐美君, 1981, On the Enhancement of Socio-Religious Function of A Community Temple in Taiwan=臺灣寺廟社會與宗教效用《國立歷史博物館館刊：歷史文物》,12卷。